# Josef Galáb
Josef Galáb (20 febbraio 1914 – 27 giugno 1973) è stato un calciatore cecoslovacco, di ruolo centrocampista.

## Carriera

### Club
Conta un totale di 134 partite e 4 reti nel campionato cecoslovacco di massima serie.

### Nazionale
Esordisce in Nazionale il 29 settembre 1946 contro la Jugoslavia (4-2).